# Каравай (Сладковський район)
Карава́й (рос. Каравай) — присілок у складі Сладковського району Тюменської області, Росія.
Населення — 126 осіб (2010, 175 у 2002).
Національний склад станом на 2002 рік:
- росіяни — 86 %